# REO Speedwagon
REO Speedwagon er et amerikansk rock band, som oplevede en stigende popularitet i Midtvesten i 1970'erne og nåede toppen af sin popularitet i 1980'erne. Stilmæssigt har gruppen haft størst succes med såkaldte power ballads, som Keep on loving you og Can't fight this feeling. Gruppens mest populære album er Hi Infidelity fra 1980. som har solgt mere end 10 x Platin.
Gruppen er opkaldt efter en populær truck i USA, kaldet REO SpeedWagon. Navnet blev foreslået af keyboardspilleren Neal Doughty.

## Historie
REO Speedwagon dannedes i efteråret 1967 af Doughty og Alan Gratzer på trommer, og spillede i starten som et kopi-orkester i universitetsmiljøet. Efterhånden stabiliseredes gruppen omkring de to ovennævnte samt Gary Richrath på guitar og Gregg Philbin på bas. Denne udgave af gruppen fik efterhånden en stor fanskare i det amerikanske Midtvesten, og selv om pladesuccerne er døet ud for længe siden, nyder gruppen stadig stor succes dér.
Gruppen fik sin første pladekontrakt i 1971 og indspillede sit første album samme år med Terry Luttrell som vokalist. Andet album blev indspillet i 1972 med Kevin Cronin som vokalist, men denne forlod gruppen inden det tredje album blev indspillet.
På de tre næste albums blev vokalen sunget af Mike Murphy, hvorefter Cronin blev spurgt om at vende tilbage.

## Succes
Den første store kommercielle succes for gruppen var live-udgivelsen You get what you play for fra 1977, der solgte til platin i USA. Gruppen mente selv, at denne plades succes skyldtes, at bandets musikalske kvaliteter kom helt til deres ret, hvor de tidligere studie-albums ikke havde formået at gengive den gnist og musikalitet, som gruppen kunne yde. De valgte derfor delvist selv at producere fremtidige studie-albums.
I 1980 kom så albummet Hi Infidelity, hvor gruppen skiftede over til pop-stilen. Albummet storhittede, og lå på den amerikanske hitliste i 65 uger, de 32 uger på top 10. To singleudspil fra dette album havnede på top 5. De efterfølgende albums solgte godt og flere singleudspil herfra blev top 10-hits. Bandet medvirkede desuden ved Live Aid-koncerter i 1985.
I august 2017 fik Hi Infidelity en Diamant Award for 10 millioner solgte albums i USA.
Samtidigt kan man se, at de har solgt 24,5 millioner plader i USA og ligger i top 100 over bedst sælgende i USA.

## Tiden efter
I løbet af senfirserne faldt gruppens popularitet og pladesalg, og gruppen faldt til dels fra hinanden. Gratzer forlod gruppen i 1988, og uenighed mellem Richrath og Cronin om gruppens fremtidige musikalske retning og andre ting resulterede i, at Richrath måtte gå.
Pladeselskabet Epic ønskede ikke at forny sin kontrakt med bandet. Næste udgivelse Building the Bridge fulgte i 1996 på et mindre plademærke, Priority/Rhytm Safari, der dog gik konkurs snart efter. Pladen søgtes da udgivet på et andet mindre pladeselskab, der ligeledes gik neden om og hjem, hvorefter gruppen selv finansierede udgivelsen. Men albummet solgte meget lidt, da det endelig kom på gaden.
I mellemtiden genudgav Epic/Sony en del af gruppens tidligere indspilninger på forskellige "Best Of" albums.
Gruppen eksisterer stadig og spiller til markeder, på casinoer og ved egentlige koncerter. I de senere år er der kommet en hel række greatest hits-agtige udgivelser ligesom en live-optagelse er blevet udgivet under fire forskellige titler, bl.a. Arch Allies da forskellige forlag har fået lov til at genudgive dem. Bandet spiller mere end 170 koncerter årligt, med ca. 20.000 mennesker til hver. De har sammen med Styx fået et stort comeback på live scenen.

## Diskografi

### Studie-albums
- R.E.O. Speedwagon (1971)
- T.W.O. (1972)
- Ridin' The Storm Out (1973) #171 US
- Lost In A Dream (1974) #94 US
- This Time We Mean It (1975) #74 US
- R.E.O. (1976) #159 US
- You Can Tune a Piano But You Can't Tuna Fish (1978) #29 US
- Nine Lives (1979) #33 US
- Hi Infidelity (1980) #1 US
- Good Trouble (1982) #7 US
- Wheels Are Turnin (1984) #7 US
- Life As We Know It (1987) #28 US
- The Earth, A Small Man, His Dog And A Chicken (1990) #129 US
- Building The Bridge (1996)
- Find Your Own Way Home (2007)
- Not So Silent Night...Christmas With REO Speedwagon (2009)

### Live-albums
- Live: You Get What You Play For (1977) #72 US
- Arch Allies: Live at Riverport (2000)
- Live – Plus (2001)
- Live Plus 3 (2001)
- Extended Versions (2001)
- Hi Infidelity Then Again ... Live (2007)
- Setlist: The Very Best of REO Speedwagon Live (2010)
- Live in Germany 1982 (2013)
- Live Chicago 1979 (2013)
- live at moondance jam (2013)
- Metro Center Rockford Illinois, 15 July 1983 (2015)